# كوبا غودينغ جونير
كوبا غودينغ جونير(Cuba Gooding Jr) ممثل أمريكي من مواليد 2 يناير 1968 في مدينة نيويورك، حاصل على جائزة الأوسكار 1996 كأفضل ممثل مساند عن فيلم Jerry Maguire، كما حصل بنفس الدور على جائزة نقابة ممثلي الشاشة 1996 كأفض ممثل في دور مساند.

## سيرته الذاتية
كوبا غودينغ جونير ولد وترعرع في البرونكس، نيويورك هو ابن لشيرلي مطربة مع فرقة سويت هارتس وأبوه غودينغ سينيور مطرب رئيسي في فرقة سول. كان لكوبا أخوان : احدهما موسيقي تومي غودينغ والآخر ممثل عمر غودينغ عائلته انتقلت إلى لوس انجلوس بعد أن نجحت أغنية والده إفري بودي بليز ذا فول 1972. تخلى الاب غودينغ عن عائلته بعد سنتان من ذلك. وقد صرح غودينغ في خلال مقابلة في برنامج هاورد ستيرن ان عائلته تنقلت في الفنادق في لوس انجلوس. وقامت والدته بتربيته وخلال التنقل التحق أربع مدارس ثانوية: ثانوية شمال هوليوود، ثانوية تستن، ثانوية أبل فالي وثانوية جون ف كينيدي واحتل منصب رئيس الصف في المدراس الثلاث. تم تنصيره مرة أخرى في سن 13.

## وصلات خارجية
- كوبا غودينغ جونير على موقع IMDb (الإنجليزية)
- كوبا غودينغ جونير على موقع الموسوعة البريطانية (الإنجليزية)
- كوبا غودينغ جونير على موقع روتن توميتوز (الإنجليزية)
- كوبا غودينغ جونير على موقع مونزينجر (الألمانية)
- كوبا غودينغ جونير على موقع ألو سيني (الفرنسية)
- كوبا غودينغ جونير على موقع ميوزك برينز (الإنجليزية)
- كوبا غودينغ جونير على موقع تيرنر كلاسيك موفيز (الإنجليزية)
- كوبا غودينغ جونير على موقع أول موفي (الإنجليزية)
- كوبا غودينغ جونير على موقع بوكس أوفيس موجو (الإنجليزية)
- كوبا غودينغ جونير على موقع قاعدة بيانات برودواي على الإنترنت (الإنجليزية)
- Cinema Confidential interview (January 2002)
- Hollywood.com interview (November 9, 2000)
- Jet interview نسخة محفوظة 11 مايو 2005 على موقع واي باك مشين. (October 11, 1999)
- Ebony interview نسخة محفوظة 7 نوفمبر 2005 على موقع واي باك مشين. (June 1997)
- JAM! Movies interview (December 13, 1996)
- Hanes Backstage Game with Cuba Gooding, Jr. & Michael Jordan (July 2007)
- USAToday
- Jezebel